# ناغاسا ساكوراأوشي
ناغاسا ساكوراأوشي (باليابانية: 櫻内 渚) (11 أغسطس 1989 في أوساكا في اليابان – )؛ هو لاعب كرة قدم ياباني سابق كان يلعب كمدافع.

## وصلات خارجية
- ناغاسا ساكوراأوشي على موقع رابطة كرة القدم اليابانية للمحترفين (اليابانية)
- ناغاسا ساكوراأوشي على موقع قاعدة بيانات كرة القدم.إي يو (الإنجليزية)
- ناغاسا ساكوراأوشي على موقع Soccerway.com (الإنجليزية)
- ناغاسا ساكوراأوشي على موقع عالم كرة القدم.نت (الإنجليزية)
- ناغاسا ساكوراأوشي على موقع كووورة